# Liste der Auszeichnungen der Fernsehserie Die Simpsons

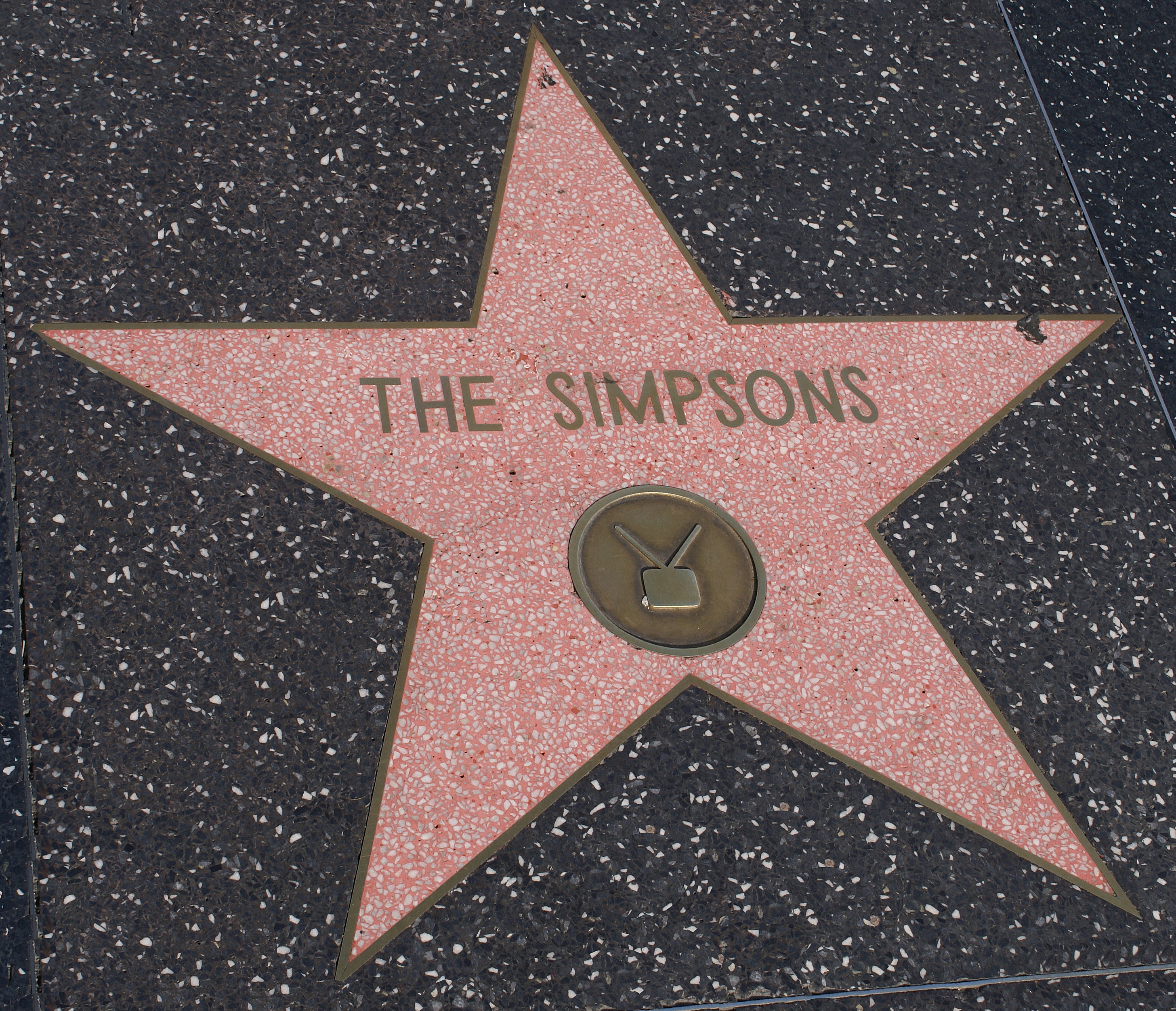
Der Stern der Simpsons auf dem Hollywood Walk of Fame

Dies ist eine Liste wichtiger Auszeichnungen und Nominierungen für die US-amerikanische Zeichentrickserie Die Simpsons. Sie ist die am längsten laufende animierte Primetime-Serie in den Vereinigten Staaten und gewann bisher insgesamt 107 Preise. Dabei sind unter anderem 30 Annie Awards, 27 Emmy Awards, sieben Environmental Media Awards, sieben Writers Guild of America Awards, sechs Genesis Awards, fünf People’s Choice Awards und drei British Comedy Awards. James L. Brooks, ein ausführender Produzent der Serie, gewann für sie bisher zehn Emmys sowie zehn für andere Sendungen und hält damit den Rekord für die meisten von einer einzelnen Person gewonnenen Primetime Emmy Awards. Die Simpsons war die erste Zeichentrickserie, die einen Peabody Award gewann, und im Jahre 2000 bekam sie einen Stern auf dem Hollywood Walk of Fame.
Die Simpsons hält außerdem zwei Weltrekorde im Guinness-Buch der Rekorde als die am längsten laufende Primetime-Zeichentrickserie sowie Fernsehserie mit den meisten Gaststars.

## Auszeichnungen

### Annie Awards
Erstmals 1972 vergeben, werden die Annie Awards ausschließlich an Zeichentrickserien vergeben. Die Simpsons gewann bisher 30 Annies.
| Jahr | Kategorie                                                                      | Nominierte(r)                                                                      | Resultat  |
| ---- | ------------------------------------------------------------------------------ | ---------------------------------------------------------------------------------- | --------- |
| 1992 | Best Animated Television Program                                               |                                                                                    | Gewonnen  |
| 1993 | Best Animated Television Program                                               |                                                                                    | Gewonnen  |
| 1994 | Best Animated Television Program                                               |                                                                                    | Gewonnen  |
| 1994 | Best Individual Achievement for Creative Supervision in the Field of Animation | David Silverman                                                                    | Nominiert |
| 1995 | Best Animated Television Program                                               |                                                                                    | Gewonnen  |
| 1995 | Voice Acting in the Field of Animation                                         | Nancy Cartwright als Bart Simpson                                                  | Gewonnen  |
| 1996 | Best Animated Television Program                                               |                                                                                    | Gewonnen  |
| 1997 | Best Animated Television Program                                               |                                                                                    | Gewonnen  |
| 1997 | Best Directing in a TV Production                                              | Mike B. Anderson für Homer und gewisse Ängste                                      | Gewonnen  |
| 1997 | Best Music in a TV Production                                                  | Alf Clausen                                                                        | Gewonnen  |
| 1997 | Best Producing in a TV Production                                              | Al Jean & Mike Reiss für Die Akte Springfield                                      | Gewonnen  |
| 1997 | Best Voice Acting by a Female Performer in a TV Production                     | Maggie Roswell für Das magische Kindermädchen                                      | Nominiert |
| 1998 | Outstanding Achievement in an Animated Primetime Program                       |                                                                                    | Gewonnen  |
| 1998 | Outstanding Music in an Animated Television Production                         | Alf Clausen & Ken Keeler für You're Checkin' In in Homer und New York              | Gewonnen  |
| 1998 | Outstanding Directing in an Animated Television Production                     | Jim Reardon für Die sich im Dreck wälzen                                           | Gewonnen  |
| 1999 | Outstanding Achievement in an Animated Television Program                      |                                                                                    | Gewonnen  |
| 1999 | Outstanding Writing in an Animated Television Production                       | Tim Long, Larry Doyle & Matt Selman für Bibelstunde, einmal anders                 | Gewonnen  |
| 2000 | Outstanding Achievement in a Primetime Animated Television Program             |                                                                                    | Gewonnen  |
| 2000 | Outstanding Music in an Animated Television Production                         | Alf Clausen für Hinter den Lachern                                                 | Gewonnen  |
| 2001 | Outstanding Achievement in a Primetime Animated Television Program             |                                                                                    | Gewonnen  |
| 2001 | Outstanding Writing in an Animated Television Production                       | Al Jean für Der berüchtigte Kleinhirn-Malstift                                     | Nominiert |
| 2002 | Best Animated Television Production                                            |                                                                                    | Gewonnen  |
| 2003 | Outstanding Achievement in an Animated Television Production                   |                                                                                    | Gewonnen  |
| 2003 | Best Directing in an Animated Television Production                            | Steven Dean Moore für Nacht über Springfield                                       | Gewonnen  |
| 2003 | Best Music in an Animated Television Production                                | Alf Clausen, Ken Keeler & Ian Maxtone-Graham für Auf der Familienranch             | Gewonnen  |
| 2003 | Best Writing in an Animated Television Production                              | Matt Warburton für Homer auf Irrwegen                                              | Gewonnen  |
| 2006 | Best Writing in an Animated Television Production                              | Ian Maxtone-Graham für Die scheinbar unendliche Geschichte                         | Gewonnen  |
| 2007 | Best Music in an Animated Television Production                                | Alf Clausen & Michael Price (Drehbuchautor) für Selig sind die Dummen              | Gewonnen  |
| 2007 | Best Writing in an Animated Television Production                              | Ian Maxtone-Graham & Billy Kimball für 24 Minuten                                  | Gewonnen  |
| 2008 | Best Animated Television Production                                            |                                                                                    | Nominiert |
| 2008 | Best Directing in an Animated Television Production                            | Bob Anderson für Der Tod kommt dreimal                                             | Nominiert |
| 2008 | Best Writing in an Animated Television Production                              | Joel H. Cohen für Debarted – Unter Ratten                                          | Nominiert |
| 2009 | Best Animated Television Production                                            |                                                                                    | Nominiert |
| 2009 | Best Writing in an Animated Television Production                              | Daniel Chun für Mörder, Zombies und Musik                                          | Gewonnen  |
| 2009 | Best Writing in an Animated Television Production                              | Valentina L. Garza für Vier Powerfrauen und eine Maniküre                          | Nominiert |
| 2009 | Best Writing in an Animated Television Production                              | Ian Maxtone-Graham & Billy Kimball für Auf der Jagd nach dem Juwel von Springfield | Nominiert |
| 2010 | Best Animated Television Production                                            |                                                                                    | Nominiert |
| 2010 | Directing in a Television Production                                           | Bob Anderson                                                                       | Nominiert |
| 2010 | Music in a Television Production                                               | Tim Long, Alf Clausen, Bret McKenzie, Jemaine Clement für Grundschul-Musical       | Nominiert |
| 2010 | Writing in a Television Production                                             | John Frink für Der gestohlene Kuss                                                 | Nominiert |
| 2011 | Best General Audience Animated TV Production                                   |                                                                                    | Gewonnen  |
| 2011 | Directing in a Television Production                                           | Matthew Nastuk                                                                     | Gewonnen  |
| 2011 | Writing in a Television Production                                             | Carolyn Omine für Spider-Killer-Avatar-Man                                         | Gewonnen  |

### British Comedy Awards

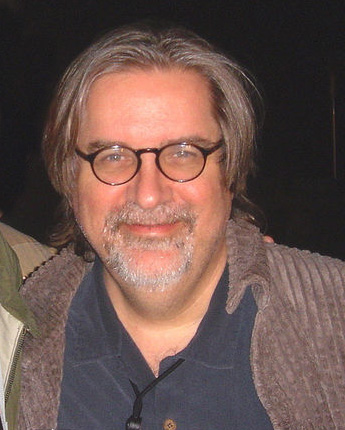
2004 gewann Matt Groening einen British Comedy Award für sein Lebenswerk.

Die Simpsons gewann drei British Comedy Awards. Schöpfer Matt Groening gewann außerdem den Spezialpreis „Outstanding Contribution to Comedy“ im Jahre 2004.
| Jahr | Kategorie                      | Resultat  |
| ---- | ------------------------------ | --------- |
| 2000 | Best International Comedy Show | Gewonnen  |
| 2004 | Best International Comedy Show | Gewonnen  |
| 2005 | Best International Comedy Show | Gewonnen  |
| 2007 | Best International Comedy      | Nominiert |

### Primetime Emmy Awards
Die Simpsons gewann bisher 27 Primetime Emmy Awards. Zwei dieser Nominierungen waren für die Episode Es weihnachtet schwer, welche 1990 als ein separater Cartoon nominiert wurde, weil sie offiziell ein „TV special“ und nicht Teil der Serie war; dennoch wird sie in diesen Statistiken aufgeführt. Das im Hinblick auf gewonnene Auszeichnungen erfolgreichste Jahr der Serie war 1992, als sie sechs Emmys, alle in der Kategorie Outstanding Voice-Over Performance, gewann.
Die Simpsons wurde mit Ausnahme der Jahre 1993 und 1994 jedes Jahr für die Kategorie Outstanding Animated Program (For Programming less than One Hour) nominiert. 1993 war das erste Jahr, in dem die Produzenten keine Episoden für diese Kategorie vorschlugen. Vor 1993 durfte die Serie nur in den Zeichentrick-Kategorien antreten, was sich Anfang 1993 aber änderte, sodass auch Zeichentrickserien in der Kategorie Outstanding Comedy Series konkurrieren dürfen.

#### Outstanding Animated Program (for programming one hour or less)

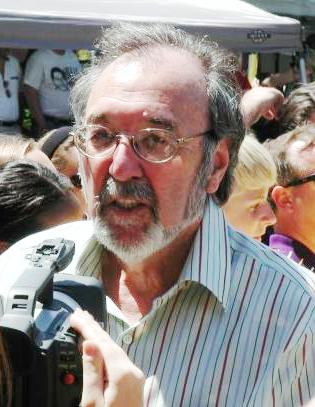
James L. Brooks gewann zehn Emmys mit Die Simpsons.

| Jahr | Nominierte Episode                                           | Resultat  |
| ---- | ------------------------------------------------------------ | --------- |
| 1990 | Der schöne Jacques                                           | Gewonnen  |
| 1990 | Es weihnachtet schwer                                        | Nominiert |
| 1991 | Das achte Gebot                                              | Gewonnen  |
| 1992 | Wer anderen einen Brunnen gräbt                              | Nominiert |
| 1995 | Lisas Hochzeit                                               | Gewonnen  |
| 1996 | Die Panik-Amok-Horror-Show                                   | Nominiert |
| 1997 | Homer und gewisse Ängste                                     | Gewonnen  |
| 1998 | Die sich im Dreck wälzen                                     | Gewonnen  |
| 1999 | Wir fahr’n nach… Vegas                                       | Nominiert |
| 2000 | Hinter den Lachern                                           | Gewonnen  |
| 2001 | Der berüchtigte Kleinhirn-Malstift                           | Gewonnen  |
| 2002 | Allein ihr fehlt der Glaube                                  | Nominiert |
| 2003 | Homer auf Irrwegen                                           | Gewonnen  |
| 2004 | Die erste Liebe                                              | Nominiert |
| 2005 | Future-Drama                                                 | Nominiert |
| 2006 | Die scheinbar unendliche Geschichte                          | Gewonnen  |
| 2007 | Beste Freunde                                                | Nominiert |
| 2008 | Vergiss-Marge-Nicht                                          | Gewonnen  |
| 2009 | Auf der Jagd nach dem Juwel von Springfield                  | Nominiert |
| 2010 | Es war einmal in Springfield                                 | Nominiert |
| 2011 | Wütender Dad – Der Film                                      | Nominiert |
| 2012 | Weihnachten – Die nächste Generation                         | Nominiert |
| 2013 | Die unheimlich verteufelte Zeitreise durch das schwarze Loch | Nominiert |
| 2015 | Hölle, Tod und Geister                                       | Nominiert |
| 2016 | Horror-Halloween                                             | Nominiert |
| 2017 | Stadt ohne Gnade                                             | Nominiert |
| 2018 | Gone Boy                                                     | Nominiert |
| 2019 | Mad About the Toy (in Deutschland noch nicht ausgestrahlt)   | Gewonnen  |

#### Outstanding Voice-Over Performance

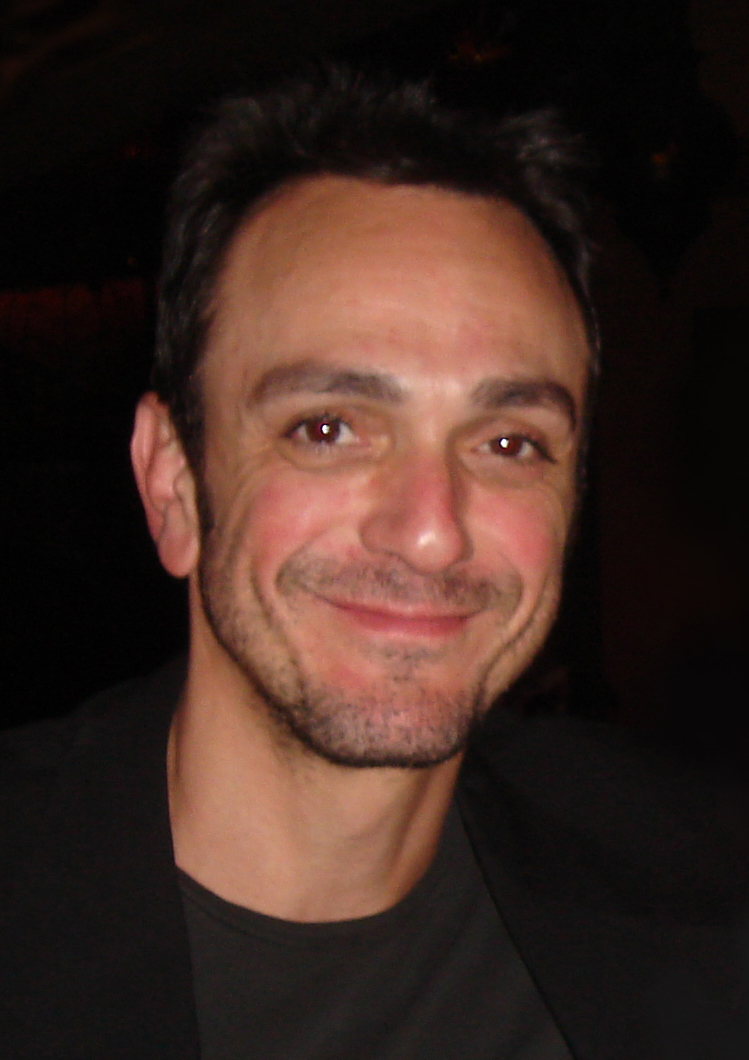
Hank Azaria gewann drei Emmy Awards in der Kategorie „Outstanding Voice-over Performance“.

| Jahr | Gewinner         | Figur                                                                          | Episode                                                                                | Resultat  |
| ---- | ---------------- | ------------------------------------------------------------------------------ | -------------------------------------------------------------------------------------- | --------- |
| 1992 | Nancy Cartwright | Bart Simpson                                                                   | Der Eignungstest                                                                       | Gewonnen  |
| 1992 | Dan Castellaneta | Homer Simpson                                                                  | Lisas Pony                                                                             | Gewonnen  |
| 1992 | Julie Kavner     | Marge Simpson                                                                  | Blick zurück aufs Eheglück                                                             | Gewonnen  |
| 1992 | Jackie Mason     | Hyman Krustofski                                                               | Der Vater eines Clowns                                                                 | Gewonnen  |
| 1992 | Yeardley Smith   | Lisa Simpson                                                                   | Der Wettkönig                                                                          | Gewonnen  |
| 1992 | Marcia Wallace   | Edna Krabappel                                                                 | Die Kontaktanzeige                                                                     | Gewonnen  |
| 1993 | Dan Castellaneta | Simpson                                                                        | Einmal als Schneekönig                                                                 | Gewonnen  |
| 1998 | Hank Azaria      | Apu Nahasapeemapetilon                                                         | Offiziell wurde keine angegeben, aber es ist vermutlich die Folge Hochzeit auf Indisch | Gewonnen  |
| 2001 | Hank Azaria      | mehrere Figuren                                                                | Die schlechteste Episode überhaupt                                                     | Gewonnen  |
| 2003 | Hank Azaria      | mehrere Figuren                                                                | Moe Baby Blues                                                                         | Gewonnen  |
| 2004 | Dan Castellaneta | mehrere Figuren                                                                | Krustys Bar Mitzvah                                                                    | Gewonnen  |
| 2006 | Kelsey Grammer   | Robert Terwilliger                                                             | Der italienische Bob                                                                   | Gewonnen  |
| 2009 | Hank Azaria      | Moe Szyslak                                                                    | Große, kleine Liebe                                                                    | Nominiert |
| 2009 | Harry Shearer    | mehrere Figuren                                                                | Ja, diese Biene, die ich meine, die heißt Monty                                        | Nominiert |
| 2009 | Dan Castellaneta | Homer Simpson                                                                  | Der Papa wird’s nicht richten                                                          | Gewonnen  |
| 2010 | Hank Azaria      | Moe Szyslak Apu Nahasapeemapetilon                                             | Der weinende Dritte                                                                    | Nominiert |
| 2010 | Dan Castellaneta | Homer Simpson, Abraham Simpson                                                 | Donnerstags bei Abe                                                                    | Nominiert |
| 2010 | Anne Hathaway    | Prinzessin Penelope                                                            | Es war einmal in Springfield                                                           | Gewonnen  |
| 2011 | Dan Castellaneta | Homer Simpson Barney Gumble Herschel Krustofski Louie                          | Donnie Fatso                                                                           | Nominiert |
| 2012 | Hank Azaria      | Carl Chief Wiggum Comicbuchverkäufer Duffman Mexikanischer Duffman Moe Szyslak | Der Stoff, aus dem die Träume sind                                                     | Nominiert |
| 2014 | Harry Shearer    | Kent Brockman, Mr. Burns, Waylon Smithers                                      | Nichts bereuen                                                                         | Gewonnen  |
| 2015 | Dan Castellaneta | Homer Simpson                                                                  | Barts neuer bester Freund                                                              | Nominiert |
| 2015 | Tress MacNeille  | Mrs. Muntz, Shauna Chalmers, Laney Fontaine                                    | Driving Miss Marge                                                                     | Nominiert |
| 2015 | Hank Azaria      | Moe Szyslak                                                                    | Ein Herz und eine Krone                                                                | Gewonnen  |
| 2017 | Nancy Cartwright | Bart Simpson                                                                   | Auf der Suche nach Mr. Goodbart                                                        | Nominiert |
| 2019 | Hank Azaria      | Moe Szyslak, Carl Carlson, Duffman, Kirk Van Houten                            | From Russia Without Love (in Deutschland noch nicht ausgestrahlt)                      | Nominiert |

#### Outstanding Individual Achievement in Music and Lyrics
| Jahr | Lied                             | Episode                          | Musik von   | Text von                        | Resultat  |
| ---- | -------------------------------- | -------------------------------- | ----------- | ------------------------------- | --------- |
| 1994 | Who Needs The Kwik-E-Mart?       | Apu, der Inder                   | Alf Clausen | Greg Daniels                    | Nominiert |
| 1995 | We Do (The Stonecutters Song)    | Homer der Auserwählte            | Alf Clausen | John Swartzwelder               | Nominiert |
| 1996 | Sẽnor Burns                      | Wer erschoss Mr. Burns? – Teil 2 | Alf Clausen | Bill Oakley & Josh Weinstein    | Nominiert |
| 1997 | We Put The Spring In Springfield | Der beliebte Amüsierbetrieb      | Alf Clausen | Ken Keeler                      | Gewonnen  |
| 1998 | You're Checkin' In               | Homer und New York               | Alf Clausen | Ken Keeler                      | Gewonnen  |
| 2002 | Ode to Branson                   | Abraham und Zelda                | Alf Clausen | Jon Vitti                       | Nominiert |
| 2003 | Everybody Hates Ned Flanders     | Auf der Familienranch            | Alf Clausen | Ian Maxtone-Graham & Ken Keeler | Nominiert |
| 2004 | Vote for a Winner                | Die Perlen-Präsidentin           | Alf Clausen | Dana Gould                      | Nominiert |
| 2005 | Always my Dad                    | Lisa Simpson: Superstar          | Alf Clausen | Carolyn Omine                   | Nominiert |

#### Outstanding Individual Achievement in Music Composition for a Series (Dramatic Underscore)
| Jahr | Episode                                     | Komponist   | Resultat  |
| ---- | ------------------------------------------- | ----------- | --------- |
| 1992 | Alpträume                                   | Alf Clausen | Nominiert |
| 1993 | Bösartige Spiele                            | Alf Clausen | Nominiert |
| 1994 | Am Kap der Angst                            | Alf Clausen | Nominiert |
| 1995 | Furcht und Grauen ohne Ende                 | Alf Clausen | Nominiert |
| 1998 | Neutronenkrieg und Halloween                | Alf Clausen | Nominiert |
| 1999 | Das unheimliche Mord-Transplantat           | Alf Clausen | Nominiert |
| 2001 | Die Sippe auf Safari                        | Alf Clausen | Nominiert |
| 2004 | Todesgrüße aus Springfield                  | Alf Clausen | Nominiert |
| 2005 | Vier Enthauptungen und ein Todesfall        | Alf Clausen | Nominiert |
| 2008 | Nach Hause telefonieren                     | Alf Clausen | Nominiert |
| 2009 | Auf der Jagd nach dem Juwel von Springfield | Alf Clausen | Nominiert |
| 2011 | Blut und Spiele                             | Alf Clausen | Nominiert |

#### Outstanding Music Direction
| Jahr | Episode                        | Musikregisseur | Resultat  |
| ---- | ------------------------------ | -------------- | --------- |
| 1997 | Das magische Kindermädchen     | Alf Clausen    | Nominiert |
| 1998 | Und nun alle singen und tanzen | Alf Clausen    | Nominiert |

#### Outstanding Achievement in Main Title Theme Music
| Jahr | Lied               | Komponist    | Resultat  |
| ---- | ------------------ | ------------ | --------- |
| 1990 | The Simpsons Theme | Danny Elfman | Nominiert |

#### Outstanding Individual Achievement in Sound Mixing for a Comedy Series or a Special
| Jahr | Episode                          | Resultat  |
| ---- | -------------------------------- | --------- |
| 1990 | Vorsicht, wilder Homer!          | Nominiert |
| 1991 | Das achte Gebot                  | Nominiert |
| 1992 | Alpträume                        | Nominiert |
| 1993 | Bösartige Spiele                 | Nominiert |
| 1995 | Bart gegen Australien            | Nominiert |
| 1997 | Die beiden hinterhältigen Brüder | Nominiert |

#### Outstanding Editing for a Miniseries or a Special
| Jahr | Episode               | Resultat  |
| ---- | --------------------- | --------- |
| 1990 | Es weihnachtet schwer | Nominiert |

#### Outstanding Individual Achievement in Animation
| Jahr | Episode                                                      | Animator           | Resultat |
| ---- | ------------------------------------------------------------ | ------------------ | -------- |
| 2010 | Grand Theft U-Bahn                                           | Charles Ragins     | Gewonnen |
| 2013 | Die unheimlich verteufelte Zeitreise durch das schwarze Loch | Paul Wee           | Gewonnen |
| 2014 | Treehouse of Horror XXIV                                     | Dmitry Malanitchev | Gewonnen |

### Environmental Media Awards

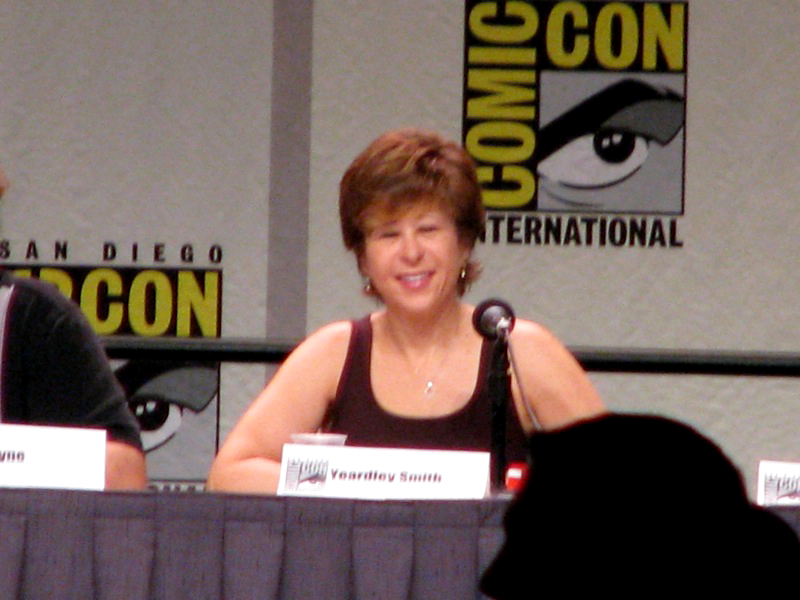
2001 gewann Yeardley Smiths Figur Lisa Simpson einen EMA Award.

Die Simpsons gewann sieben Environmental Media Awards. Sämtliche ihrer Gewinne und die meisten ihrer Nominierungen waren in der Kategorie Best Television Episodic Comedy.
| Jahr | Kategorie                                   | Episode/Figur                                   | Resultat  |
| ---- | ------------------------------------------- | ----------------------------------------------- | --------- |
| 1991 | Best Television Episodic Comedy             | Frische Fische mit drei Augen                   | Gewonnen  |
| 1992 | Best Television Episodic Comedy             | Einmal Washington und zurück                    | Nominiert |
| 1994 | Best Television Episodic Comedy             | Bart gewinnt Elefant!                           | Gewonnen  |
| 1996 | Best Television Episodic Comedy             | Lisa als Vegetarierin                           | Gewonnen  |
| 1997 | Best Television Episodic Comedy             | Der alte Mann und Lisa                          | Gewonnen  |
| 2001 | Board of Directors Ongoing Commitment Award | Lisa Simpson                                    | Gewonnen  |
| 2002 | Best Television Episodic Comedy             | Familienkrawall – Maggie verhaftet              | Nominiert |
| 2003 | Best Television Episodic Comedy             | Nacht über Springfield                          | Nominiert |
| 2004 | Best Television Episodic Comedy             | Der Dicke und der Bär                           | Gewonnen  |
| 2005 | Best Television Episodic Comedy             | Die böse Hexe des Westens                       | Nominiert |
| 2005 | Turner Award                                | Der lächelnde Buddha                            | Nominiert |
| 2006 | Best Television Episodic Comedy             | Es lebe die Seekuh!                             | Gewonnen  |
| 2007 | Best Television Episodic Comedy             | Der perfekte Sturm                              | Nominiert |
| 2009 | Best Television Episodic Comedy             | Ja, diese Biene, die ich meine, die heißt Monty | Nominiert |

### Genesis Awards

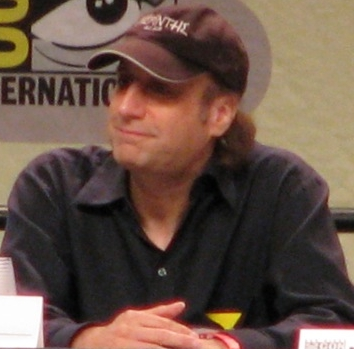
Lisa als Vegetarierin, eine von David Mirkin produzierte Folge, gewann 1996 einen Genesis Award

Die Genesis Awards werden seit 1986 jährlich von der Humane Society of the United States vergeben.
| Jahr | Kategorie                                         | Episode               | Resultat |
| ---- | ------------------------------------------------- | --------------------- | -------- |
| 1993 | Best Television Comedy Series                     |                       | Gewonnen |
| 1994 | Best Television Prime Time Animated Series        | Das Schlangennest     | Gewonnen |
| 1995 | Best Television Comedy Series                     | Bart gewinnt Elefant! | Gewonnen |
| 1996 | Best Television Comedy Series, Ongoing Commitment | Lisa als Vegetarierin | Gewonnen |
| 2007 | Sid Caesar Comedy Award                           | Corrida de Toro       | Gewonnen |
| 2009 | Sid Caesar Comedy Award                           | Rinderwahn            | Gewonnen |

### Golden Reel Awards
Die Golden Reel Awards werden jährlich von den Motion Picture Sound Editors präsentiert. Die Simpsons wurde fünf Male in der Kategorie Best Sound Editing in Television Animation – Music nominiert. 1998 wurde die Serie in der Kategorie Best Sound Editing – Television Animated Specials nominiert und gewann.
| Jahr | Nominierte(r)                                               | Episode                                | Resultat  |
| ---- | ----------------------------------------------------------- | -------------------------------------- | --------- |
| 1998 | Robert Mackston, Travis Powers, Norm MacLeod & Terry Greene | Neutronenkrieg und Halloween           | Gewonnen  |
| 1999 |                                                             |                                        | Nominiert |
| 2000 | Bob Beecher                                                 | Ich weiß, was du getudel-tan hast      | Nominiert |
| 2000 | Chris Ledesma                                               | Allgemeine Ausgangssperre              | Nominiert |
| 2001 | Bob Beecher                                                 | Sie wollte schon immer Tänzerin werden | Nominiert |
| 2003 | Chris Ledesma                                               | Marge – oben ohne                      | Nominiert |

### People's Choice Awards
Die People's Choice Awards ermitteln aus Umfragen der Gallup Organization die beliebtesten Schauspieler, Filme, Künstler, Fernsehserien und Musikbands. Eine Vorauswahl findet nicht statt.
| Jahr | Kategorie                          | Resultat  |
| ---- | ---------------------------------- | --------- |
| 1991 | Favorite New TV Comedy Series      | Gewonnen  |
| 1992 | Favorite Series Among Young People | Nominiert |
| 2006 | Favorite TV Comedy Series          | Nominiert |
| 2007 | Favorite Animated Comedy           | Gewonnen  |
| 2008 | Favorite Animated Comedy           | Gewonnen  |
| 2009 | Favorite Animated Comedy           | Gewonnen  |
| 2011 | Favorite TV Family                 | Gewonnen  |

### Writers Guild of America Awards
Bei den Writers Guild of America Awards wurde im Jahre 2003 eine Kategorie für Zeichentrickserien eingeführt und seitdem von Die Simpsons dominiert, welche den Preis von 2004 bis 2010 gewann und 33 Nominierungen erhielt. In diesen Jahren gab es lediglich 13 andere Nominierungen in dieser Kategorie. 2008 erhielten drei Autoren der Serie eine Nominierung für das Videospiel Die Simpsons – Das Spiel. 2009 erhielten die Autoren ihre erste Nominierung in der Kategorie für Comedyserien.

#### Animation

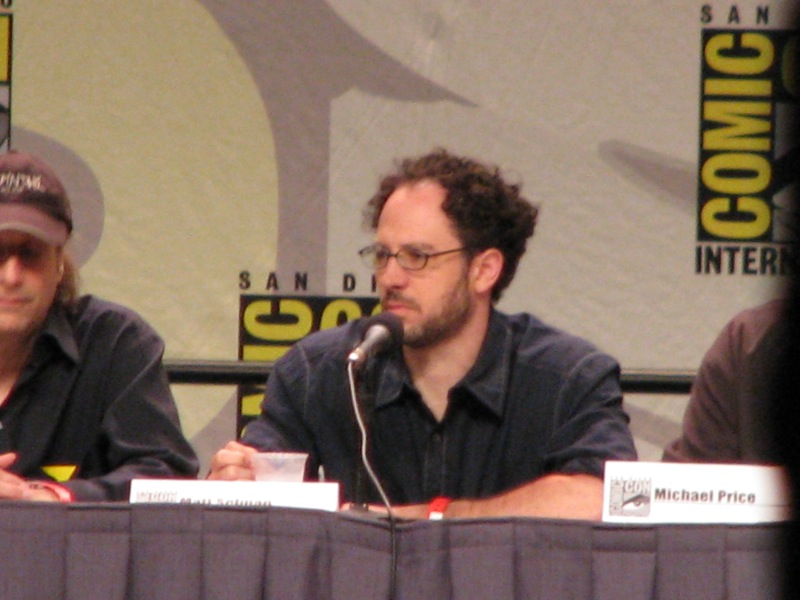
Matt Selman gewann 2004 einen WGA Award.

| Jahr | Drehbuchautor                          | Episode                                         | Resultat  |
| ---- | -------------------------------------- | ----------------------------------------------- | --------- |
| 2003 | Bob Bendetson                          | Das ist alles nur Lisas Schuld                  | Nominiert |
| 2003 | John Frink & Don Payne (Drehbuchautor) | Nach Kanada der Liebe wegen                     | Nominiert |
| 2003 | Matt Selman                            | Sein Kiefer ist verdrahtet                      | Nominiert |
| 2004 | Matt Selman                            | Der Vater, der zu wenig wusste                  | Gewonnen  |
| 2004 | J. Stewart Burns                       | Moe Baby Blues                                  | Nominiert |
| 2004 | Michael Price                          | Wiedersehen nach Jahren                         | Nominiert |
| 2005 | Ian Maxtone-Graham                     | Auf der Flucht                                  | Gewonnen  |
| 2005 | Joel H. Cohen                          | Krustys Bar Mitzvah                             | Nominiert |
| 2005 | Julie Chambers & David Chambers        | Milhouse lebt hier nicht mehr                   | Nominiert |
| 2005 | Don Payne                              | Der große Nachrichtenschwindel                  | Nominiert |
| 2006 | Michael Price                          | Moes Taverne                                    | Gewonnen  |
| 2006 | J. Stewart Burns                       | Drum prüfe, wer sich ewig bindet                | Nominiert |
| 2006 | John Frink                             | Angst essen Seele auf                           | Nominiert |
| 2006 | Stephanie Gillis                       | Der Sicherheitssalamander                       | Nominiert |
| 2006 | Don Payne                              | Das jüngste Gericht                             | Nominiert |
| 2006 | Matt Warburton                         | Der Vater, der Sohn und der heilige Gaststar    | Nominiert |
| 2007 | John Frink                             | Der italienische Bob                            | Gewonnen  |
| 2007 | Dan Castellaneta & Deb Lacusta         | Kiss Kiss Bang Bangalore                        | Nominiert |
| 2007 | Don Payne                              | Simpsons Weihnachtsgeschichten                  | Nominiert |
| 2007 | Matt Selman                            | Gleichung mit einem Unbekannten                 | Nominiert |
| 2008 | Jeff Westbrook                         | Kill Gil – Vol. 1 & 2                           | Gewonnen  |
| 2008 | Matt Selman                            | Beste Freunde                                   | Nominiert |
| 2008 | Carolyn Omine                          | Homerotti                                       | Nominiert |
| 2008 | John Frink                             | Stop! Oder mein Hund schießt                    | Nominiert |
| 2009 | Jeff Westbrook                         | Rinderwahn                                      | Gewonnen  |
| 2009 | Joel H. Cohen                          | Debarted – Unter Ratten                         | Nominiert |
| 2009 | Michael Price                          | Hello, Mr. President                            | Nominiert |
| 2009 | Tim Long                               | Das Kreuz mit den Worträtseln                   | Nominiert |
| 2010 | Joel H. Cohen                          | Hochzeit kommt vor dem Fall                     | Gewonnen  |
| 2010 | Stephanie Gillis                       | Ja, diese Biene, die ich meine, die heißt Monty | Nominiert |
| 2010 | John Frink                             | Große, kleine Liebe                             | Nominiert |
| 2010 | Billy Kimball & Ian Maxtone-Graham     | Auf der Jagd nach dem Juwel von Springfield     | Nominiert |
| 2010 | Don Payne                              | Quatsch mit Soße                                | Nominiert |
| 2011 | Stephanie Gillis                       | Der weinende Dritte                             | Nominiert |
| 2011 | Matt Selman                            | Lebe lieber unbebrudert                         | Nominiert |
| 2012 | Chris Cluess                           | Donnie Fatso                                    | Nominiert |
| 2012 | Rob LaZebnik                           | Die Farbe Grau                                  | Nominiert |
| 2012 | Tim Long                               | Teddy-Power                                     | Nominiert |
| 2012 | Joel H. Cohen                          | Wenn der Homer mit dem Sohne                    | Gewonnen  |

#### Comedy series
| Jahr | Drehbuchautoren | Resultat  |
| ---- | --- | --------- |
| 2009 | J. Stewart Burns, Daniel Chun, Joel H. Cohen, Kevin Curran, John Frink Tom Gammill, Stephanie Gillis, Dan Greaney, Reid Harrison, Al Jean Billy Kimball, Tim Long, Ian Maxtone-Graham, Bill Odenkirk, Carolyn Omine Don Payne, Michael Price, Max Pross, Mike Reiss, Mike Scully Matt Selman, Matt Warburton, Jeff Westbrook, Marc Wilmore & William Wright | Nominiert |

#### Video game writing
| Jahr | Nominierte                                            | Spiel                    | Resultat  |
| ---- | ----------------------------------------------------- | ------------------------ | --------- |
| 2008 | Matt Selman, Tim Long, Matt Warburton & Jeff Poliquin | Die Simpsons – Das Spiel | Nominiert |

### Weitere Auszeichnungen

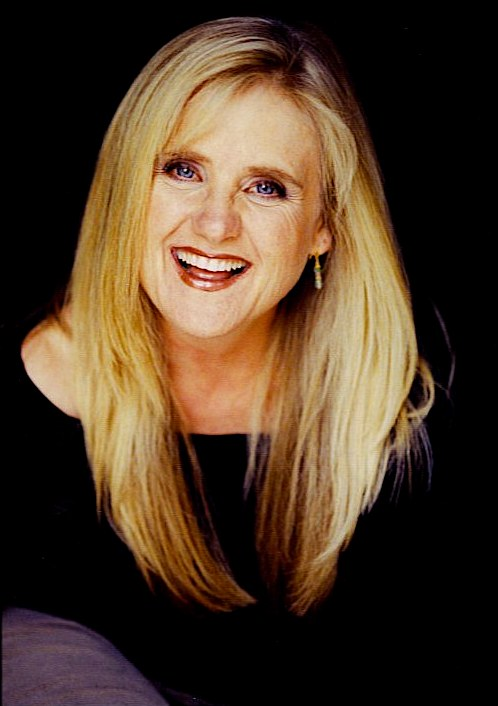
1991 nahm Nancy Cartwright einen Kids' Choice Award an und trug dabei ein Bart-Simpson-Kostüm.

Im Jahre 1996 wurde Die Simpsons die erste Zeichentrickserie, die einen Peabody Award gewann. 2000 bekam die Serie einen Stern auf dem Hollywood Walk of Fame, welcher jedoch offiziell der Familie Simpson zugesprochen wird.
Die Simpsons gewann nie einen Golden Globe Award, war jedoch 2002 für einen in der Kategorie Best Television Series – Musical or Comedy nominiert und verlor gegen Lass es, Larry!. Im Jahre 1998 war die Serie für einen British Academy Television Award in der Kategorie Best International Programme Or Series nominiert, verlor aber gegen The Larry Sanders Show. 1996 bekam das Segment „Homer3“ der Treehouse-of-Horror-Folge Die Panik-Amok-Horror-Show den großen Preis des Ottawa International Animation Festivals.
| Jahr | Auszeichnung                     | Kategorie                                  | Nominierte(r)                            | Resultat  |
| ---- | -------------------------------- | ------------------------------------------ | ---------------------------------------- | --------- |
| 2004 | Australian Kids' Choice Awards   | Fave Video Game                            | The Simpsons Hit & Run                   | Gewonnen  |
| 2004 | Australian Kids' Choice Awards   | Fave TV show                               |                                          | Gewonnen  |
| 2005 | Australian Kids' Choice Awards   | Fave TV show                               |                                          | Gewonnen  |
| 2006 | Australian Kids' Choice Awards   | Fave Toon                                  |                                          | Gewonnen  |
| 2007 | Australian Kids' Choice Awards   | Fave Toon                                  |                                          | Gewonnen  |
| 2008 | Australian Kids' Choice Awards   | Fave Toon                                  |                                          | Nominiert |
| 2009 | Australian Kids' Choice Awards   | Fave Toon                                  |                                          | Nominiert |
| 2001 | American Comedy Award            | Funniest Animated Series                   |                                          | Gewonnen  |
| 1998 | British Academy Television Award | Best International Programme Or Series     |                                          | Nominiert |
| 2000 | CINEGolden Eagle Award           |                                            | Ich weiß, was du getudel-tan hast        | Gewonnen  |
| 1997 | GLAAD Media Award                | Outstanding TV – Individual Episode        | Homer und gewisse Ängste                 | Gewonnen  |
| 2002 | Golden Globe Award               | Best Television Series – Musical or Comedy |                                          | Nominiert |
| 2009 | Image Awards                     | Outstanding Writing in a Comedy Series     | Marc Wilmore für Bin runterladen         | Nominiert |
| 2010 | Image Awards                     | Outstanding Writing in a Comedy Series     | Marc Wilmore für Verliebt und zugedröhnt | Nominiert |
| 1991 | Kids' Choice Awards              | Favorite TV Show                           |                                          | Gewonnen  |
| 2002 | Kids' Choice Awards              | Favorite Cartoon                           |                                          | Gewonnen  |
| 2008 | Kids' Choice Awards              | Favorite Cartoon                           |                                          | Nominiert |
| 2009 | Kids' Choice Awards              | Favorite Cartoon                           |                                          | Nominiert |
| 2010 | Kids' Choice Awards              | Favorite Cartoon                           |                                          | Nominiert |
| 1996 | Peabody Award                    |                                            |                                          | Gewonnen  |
| 2008 | Prism Awards                     | Comedy Series Episode                      | Brand und Beute                          | Gewonnen  |
| 2006 | Satellite Award                  | Best DVD Release of a TV Show              | DVD-Boxset der achten Staffel            | Gewonnen  |
| 2008 | Satellite Award                  | Best DVD Release of a TV Show              | DVD-Boxset der elften Staffel            | Nominiert |
| 1993 | Saturn Award                     | Best Television Series                     |                                          | Gewonnen  |
| 1990 | TCA Award                        | Outstanding Achievement in Comedy          |                                          | Gewonnen  |
| 2002 | TCA Award                        | Heritage Award                             |                                          | Gewonnen  |
| 2007 | Teen Choice Awards               | Choice TV: Animated Show                   |                                          | Gewonnen  |
| 2008 | Teen Choice Awards               | Choice TV: Animated Show                   |                                          | Nominiert |
| 2009 | Teen Choice Awards               | Choice TV: Animated Show                   |                                          | Nominiert |
| 2011 | Teen Choice Awards               | Choice TV: Animated Show                   |                                          | Gewonnen  |
| 2007 | UK Kids' Choice Awards           | Best Cartoon                               |                                          | Gewonnen  |
| 2002 | Young Artist Award               | Best Family TV Comedy Series               |                                          | Nominiert |
| 2004 | Young Artist Award               | Most Popular Mom & Dad in a TV Series      | Julie Kavner & Dan Castellaneta          | Gewonnen  |
| 2004 | Young Artist Award               | Best Family TV Comedy Series               |                                          | Nominiert |